# ペティオ
株式会社ペティオとは、ペットの食品・用品を製造・販売している企業である。

## 歴史
- 1986年2月 - 株式会社ヤマヒサペット事業部として発足。
- 1997年10月 -  兵庫県姫路市網干区に姫路工場を開設。スナックの一部自社生産を開始。
- 2000年2月 - 犬用おやつシリーズ「ササミ巻きガム」を開発・発売。
- 2001年5月 - プロショップ向けブランド「ADD.MATE」を設立。
- 2004年2月 - 犬用おやつシリーズ「素材そのまま」発売。
- 2006年
  - 2月 - 老犬介護シリーズ「zuttone」発売。
  - 4月 - 「ペット事業部」から「ペットケア事業部」へ改称。
  - 7月 - 姫路工場がISO 9001の認証を取得。
  - 10月 - 犬散歩用伸縮式リード「リールリードライトスター」がグッドデザイン賞を受賞。
- 2007年
  - 4月 - ブランドロゴを一新。スローガン「かけがえのない、いのちに応える。」を制定。
  - 7月 - 姫路工場がISO 14001の認証を取得。
  - 10月 - 静岡県浜松市の猫砂工場を継承し、猫砂事業に参入。
- 2010年12月 - リールリードハンディがグッドデザイン賞を受賞。
- 2012年7月 - 上海地区に派地奥上海商貿有限公司を設立。
- 2015年
  - 5月 - 猫用トータルブランド「necoco -ネココ-」発売。
  - 8月 - 猫砂工場「株式会社三ヶ日ガーデン」社名変更。
  - 9月 - 一般社団法人日本記念日協会により、2月3日が「ササミ巻きガムの日」に認定される。
- 2016年10月 - 会社分割により、ヤマヒサから株式会社ペティオとして独立。
- 2017年
  - 3月 - 犬用トータルブランド「Porta - ポルタ -」、うさぎ用トータルブランド「Lapin -ラパン-」発売。
- 2019年
  - 3月 - バンダイとのコラボレーションブランド「キャラペティ」発売。
  - 7月 - World Branding Awards「ブランド・オブ・ザ・イヤー」受賞。
- 2020年
  - 3月 - ポケットモンスターキャラクターペットグッズを発売。
  - 9月 - 公式アプリを開設。
- 2021年
  - 2月 - プラズマ乳酸菌を配合した「Plact　歯みがきデンタルガム」をキリンホールディングスと共同開発し、発売。
  - 2月 - 産学連携の取組として、大学機関と連携し「猫の本能を刺激する玩具シリーズ」発売。
  - 8月 - 資本金を8,000万円に増資。
  - 9月 - World Branding Awards「ブランド・オブ・ザ・イヤー」2期連続受賞。
- 2023年
  - 7月 - World Branding Awards「ブランド・オブ・ザ・イヤー」3期連続受賞。

## 取り扱い製品
- フード（総合栄養食）
- スナック（ジャーキー、ササミ、ガム、ほか）
- トイレタリー・日用品（猫砂、シーツ）
- お手入れ用品（ブラシ、コーム、シャンプー、ほか）
- おもちゃ
- 犬具（ファッション、小物、お散歩グッズ、ほか）
- シニアサポートシリーズ（zuttone・・・ずっと一緒にいようね。）